# چفالو
چفالو (به ایتالیایی: Cefalù) یک کومونه در ایتالیا است که در استان پالرمو واقع شده‌است.

## خصوصیات
چفالو ۶۵ کیلومترمربع مساحت و ۱۳٬۷۷۷ نفر جمعیت دارد و ۱۶ متر بالاتر از سطح دریا واقع شده‌است.